# أني يو (أسطورة)
أني يو (بالإنجليزية: Anyi-ewo)‏ في ميثولوجيا الإيوي هي الأفعى الكبرى عند شعب الإيوي في التوغو. وهو الثعبان الكبير من الحافة السفلية، كان الدافع وراء هذا المصطلح هو تصور ثعبان قوس قزح، Anyi-ewo هو إله قوس قزح، الذي يتجلى في شكل ثعبان، ويظهر فقط عندما يظن أنه يكون عطشانًا ويحتاج إلى ماء، وفي مثل هذه الأوقات يراه الإنسان وهو يريح ذيله على الأرض، ورأسه مرفوعًا إلى السماء، فوق الغيوم، حيث يحتفظ بمخزونه من المطر. كل ما يتسرب من كميات مخزونه من الماء يسقط مثل المطر، وعندما يكون مرتويا بما فيه الكفاية، ينخفض مرة أخرى إلى حافة العالم ويستريح هناك ... اسمه الصحيح هو Anyi-ewo (الجزء السفلي، أو التحتي)، ewo (ثعبان كبير) - "ثعبان كبير تحتي"، لأنه يعيش عادةً أسفل أو فوق حافة العالم، ويأتي فقط إلى السماء عندما يكون عطشانًا.